# Diecezja Mpika
Diecezja Mpika – diecezja rzymskokatolicka w Zambii. Powstała w 1933 jako misja sui iuris Lwanga. Promowana do rangi wikariatu apostolskiego w 1937. Przemianowana na wikariat Abercom w 1951. Podniesiona do rangi diecezji w 1955. Przemianowana na diecezję Mbala w 1967. W latach 1991–1994 pod nazwą Mbala-Mpika. Obecna nazwa od 1994.

## Biskupi diecezjalni
- Biskupi  Mpika
  - Bp Edwin Mulandu (od 2021)
  - Bp Justin Mulenga (2015 – 2020)
  - Bp Ignatius Chama (2008 – 2012)
  - Abp Telesphore George Mpundu (1994 – 2004)
- Biskupi Mbala – Mpika
  - Abp Telesphore George Mpundu (1991 – 1994)
- Biskupi Mbala
  - Abp Telesphore George Mpundu (1987– 1991)
  - Bp Adolf Fürstenberg, M. Afr. (1967 – 1987)
- Biskupi  Abercorn
  - Bishop Adolf Fürstenberg, M. Afr. (1959 – 1967)
- Wikariusze apostolscy Abercorn
  - Bp Adolf Fürstenberg, M. Afr. (1958– 1959)
  - Bp Joost Van den Biesen, M. Afr. (1951 – 1958)
- Wikariusze apostolscy  Lwangwa
  - Bp Joost Van den Biesen, M. Afr. (1948 – 1951)
  - Bp Heinrich Horst, M. Afr. (1938 – 1946)